# Clupisoma garua
Clupisoma garua är en fiskart som först beskrevs av Hamilton 1822.  Clupisoma garua ingår i släktet Clupisoma och familjen Schilbeidae. IUCN kategoriserar arten globalt som livskraftig. Inga underarter finns listade i Catalogue of Life.